# Iphidozercon
Iphidozercon es un género de ácaros perteneciente a la familia Ascidae.

## Especies
- Iphidozercon gibbus (Berlese, 1903)
- Iphidozercon poststigmatus Gwiazdowicz, 2003
- Iphidozercon validus Karg, 1996